# جمشيد برزجر
جمشيد برزجر أو جمشيد برزكر (بالفارسية: جمشید برزگر) هو شاعر وكاتب الإيراني في الثامن من أغسطس/آب 1971 في مدينة همدان غرب إيران، وبدأ نشاطه الصحفي في عام 1991، وأصدر أول كتاب له في 1994 وكانت رئاسة تحرير صحيفة «همبستگي» أي التضامن كان آخر نشاط صحفي زاوله في إيران.
وصدرت له أربعة كتب في الشعر، كما نشر العشرات من الروايات وفي مجال النقد الأدبي والمئات من المقالات في مجال الأدب والتحليل السياسي. كما ألف سبعة أفلام وثائقية تطرقت في المجمل لحياة الشعراء والكتاب العاصرين في إيران ومؤلفاتهم. كما أنه شقيق المخرج والمنتج الإيراني الشهير مجيد برزكر. شغل برزجر منذ يناير 2018 منصب إدارة القسم الفارسي من دويتشه فيله.

## حياته الدراسية
تخرج في عام 1990 من كلية الحقوق والعلوم السياسية في جامعة طهران في تخصص العلوم السياسية. وحصل على درجة الماجستير في عام 1994 بمرتبة امتياز وقدم رسالته في الماجستير بعنوان «عدم تحول السياسة إلى ظاهرة اجتماعية وظهور الحراك المسلح المنظم في إيران» يتطرق لحرب العصابات. وحصل على الدكتوراه في العلوم السياسية في عام 1992 من جامعة فیینا.

## النشاط الصحفي
وعمل ما بين عامي 1991 إلى 2001 كمحرر وصحفي في عدد من الصحف، كما تولى رئاسة تحرير بعض الصحف ودور النشر أيضا. من من أبرزها صحف إيران، گزارش روز، انتخاب، همبستگی، تكاپو، معيار وكارنامه.
ومنذ خروجه من إيران في 2001 عمل كمحلل سياسي للشؤون الإيرانية وبدء التعاون مع قناة البي بي سي فارسي. وفي 2008 عمل كرئيس لإذاعة «راديو فردا» في العاصمة التشيكية براغ، وهذه الإذاعة الناطقة بالفارسية تتبع إذاعة أوروبا الحرة التي تمولها الولايات المتحدة. كما ساعد في تصميم وإطلاق الموقع الإلكتروني للموقع الإلكتروني لإذاعة راديو فردا.
وفي عام 2010 عاد إلى لندن وتولى رئاسة تحرير الموقع الإلكتروني في البي بي سي فارسي، ومنذ عام 2014 يعمل فيها كمحلل سياسي للشؤون الإيرانية. وخلال السنوات الأخيرة نشر المئات من المقالات والتحاليل السياسية.

## الادب
جمشيد برزكر بدأ الكتابة وكتابة الشعر في سن مبكرة. ونشرت أول مؤلفاته في 1994 في طهران. وبالإضافة إلى التأليف، كان برزگر نشيطا في مجال النقد والادب، وفي شارك مع بعض الكتاب في اعداد وتأليف كتبهم. وفي عام 1998 انتُخب كسكرتير عام مركز الكتاب الإيرانيين. وفي عام 1999 انضم لعضوية في المركز. قام برزجر خلال مسيرته بصناعة سبعة أفلام وثائقية كما قام بالقيام بلقاءات مطولة مع كل من سيمين البهبهاني ومحمود دولت آبادي وسياوش كسرايی ومحمدعلي سبانلو واسماعيل خويي وجواد مجابي وشمس لنغرودي
من أشهر مؤلفاته
- الجري تحت الشمس (بالفارسية: در آفتاب دویدن)
- وجري الزمان (بالفارسية: هر عمر راه بر خود بریدم)، 1997، طهران
- مثل الطير تنسى عشك (بالفارسية: مثل پرنده درخت را فراموش می كنی)
- الصحف الموقوفة (بالفارسية: روزنامه‌ی تعطیل)، 2017، لندن. (في 2000 لم تسمح السلطات الإيرانية من نشرهذا الكتاب)